# Michael Sweerts

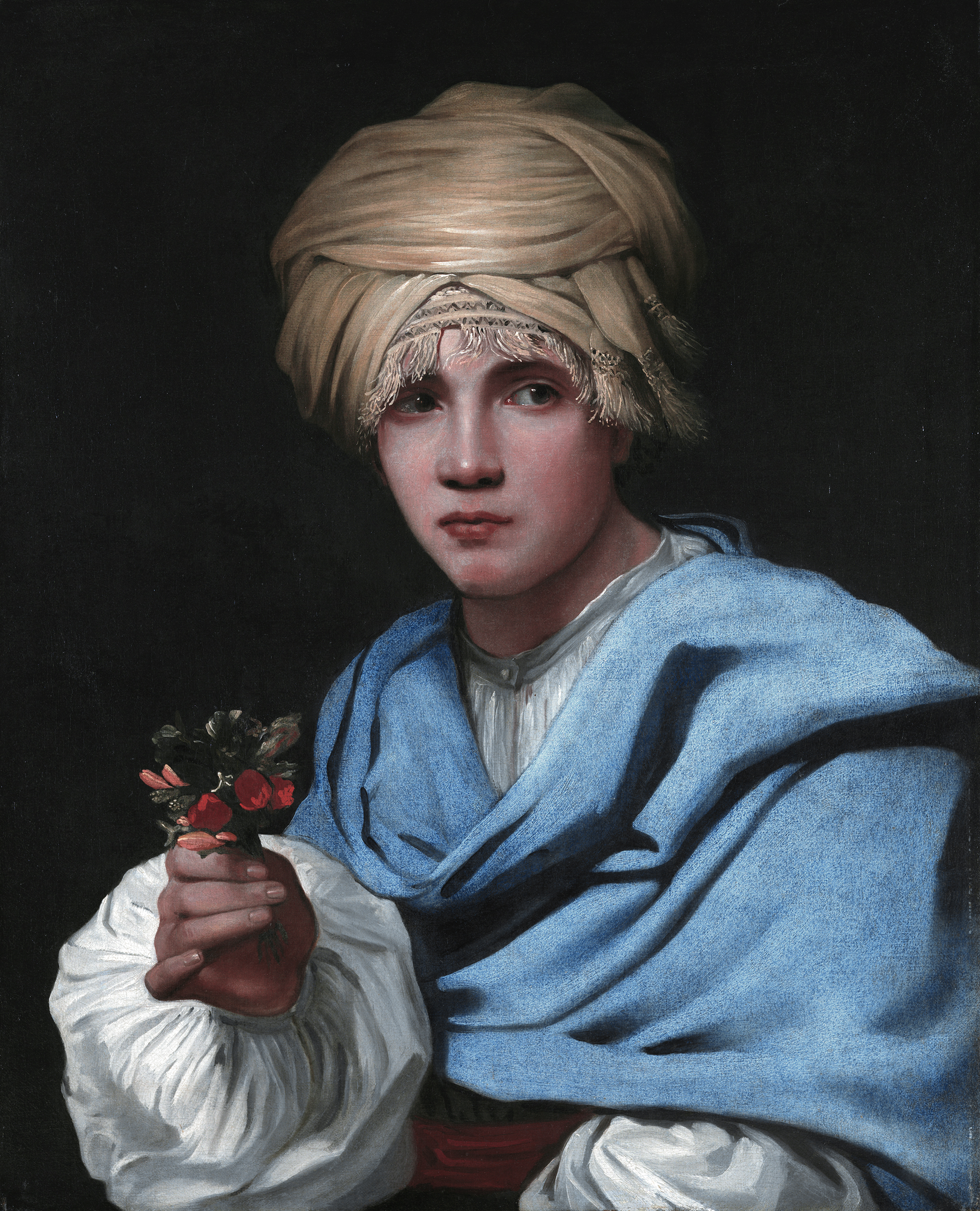
Muchacho con turbante y ramillete de flores, óleo sobre lienzo (76,4 x 61,8 cm.), Madrid, Fundación Museo Thyssen-Bornemisza.

Michael Sweerts (1618-1664), fue un pintor barroco flamenco nacido en Bruselas y activo en Roma (1645-1652) donde se acercó al círculo de pintores neerlandeses conocidos como los Bamboccianti, dedicados a la representación de escenas de género de la vida cotidiana.

## Biografía
Sweerts, hijo de un comerciante, fue bautizado en Bruselas, en la iglesia de San Nicolás, el 29 de septiembre de 1618, aunque otras fuentes daban como año de su nacimiento 1624. 
Nada se sabe de sus años de formación. Las primeras noticias documentales lo sitúan ya en Roma en 1646, aunque podría haber llegado a la ciudad algo antes, residiendo al menos entre 1646 y 1651 en Vía Marguta, cerca de Santa María del Popolo, donde tenían fijada su residencia el holandés Pieter van Laer y otros bamboccianti. Aunque próximo, Sweerts se distanciará de ellos, no obstante, por la mayor nobleza de sus sujetos y un empeño preciosista en el tratamiento de la luz que lo aproxima a los más virtuosos de los pintores holandeses de interiores, de lo que puede ser buena muestra la que acaso sea la más célebre de sus pinturas, el Muchacho con turbante y un ramillete de flores del Museo Thyssen-Bornemisza (Madrid), de sexo ambiguo y datación incierta. En 1647 asistió a las reuniones de la Academia de San Lucas, aunque al parecer únicamente como asociado y no como miembro de ella.
Junto a su dedicación a la pintura Sweerts desempeñó en Roma misiones comerciales, representando en las aduanas papales a los Deutz, una rica familia de comerciantes de Ámsterdam, a algunos de cuyos miembros más jóvenes retrató durante su grand tour. Para uno de ellos, José Deutz, cuyo retrato se conserva en el Rijksmuseum de Ámsterdam, pintó también una serie de las Obras de misericordia, actualmente dispersa entre varios museos. Trabajó, así mismo, para el príncipe Camilo Pamphili, sobrino del papa Inocencio X, quien le otorgó el título de caballero que exhibe en un grabado realizado a partir de uno de sus autorretratos.
En 1652 se encontraba aún en Roma, pues firmó y fechó en aquella ciudad el Taller del pintor (hoy conservado en el Instituto de Artes de Detroit), pero no se vuelven a tener noticias de él hasta 1656, cuando se le encuentra de vuelta en Bruselas dirigiendo una academia de dibujo con modelo vivo por él fundada. 

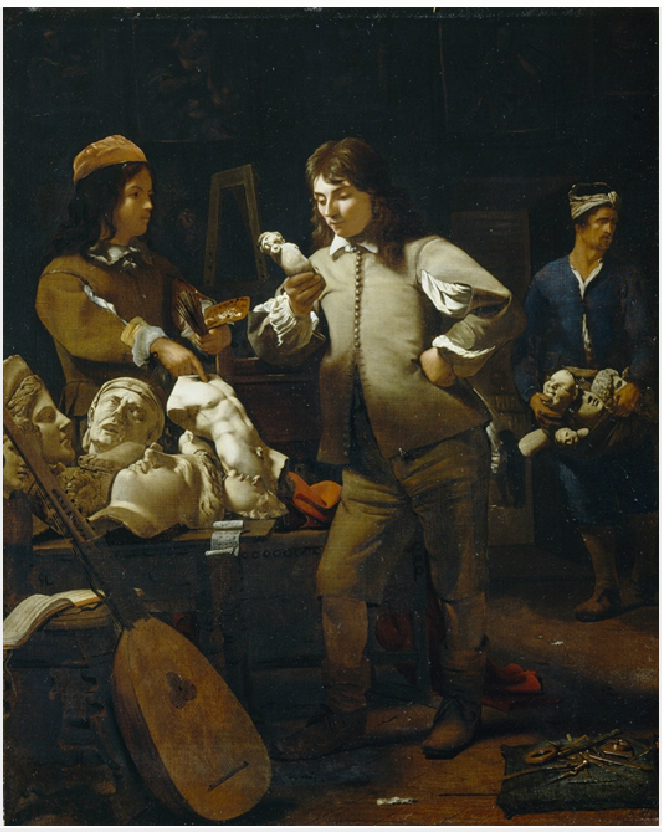
El taller del pintor, 1652, óleo sobre lienzo (73,5 x 58,8 cm). Instituto de Artes de Detroit.

Su interés por la enseñanza de la pintura se pondrá de manifiesto en la realización de una serie de estampas grabadas que habían de servir como cartilla de dibujo. Además, el estudio y la práctica de la pintura protagonizan algunas de sus obras mejor conocidas (La escuela de dibujo, Museo Frans Hals, Harlem), con una intención que se pone de manifiesto en su Estudio de un pintor del Rijksmuseum de Ámsterdam, pintado aún en Roma, donde se presenta un taller repleto de vaciados en escayola de mármoles clásicos como los que el propio pintor había ido a buscar a la Ciudad Eterna, modelos de perfección formal y punto de partida para todo el que aspire al conocimiento de la belleza. Pero completando su significado, su «pendant», "Los jugadores de cartas", establece además una clara contraposición entre la diligencia con que los artistas se dedican a su oficio y la inútil ociosidad viciosa de los jugadores de cartas.
Ferviente católico, en 1659 se incorporó como hermano lego a la Sociedad de las Misiones Extranjeras de París, marchando a Ámsterdam para supervisar la construcción del buque que debía llevar a los misioneros en su viaje al sureste asiático. La expedición, encabezada por François Pallu, nombrado obispo de Heliópolis in partibus infidelium y administrador apostólico de Tonkín, en la que viajaban siete sacerdotes y otro hermano lego, partió de Marsella en  enero de 1662 con destino a Alejandreta, con objeto de sortear la oposición de Portugal, debiendo realizar por tierra el resto de la travesía. Tras pasar por Alepo (Siria) e Isfahán (Persia), Sweerts dio muestras de un carácter inestable y entrometido, enfrentándose a sus compañeros de misión y en especial a Pallu, quien informaba en sus cartas de que el comportamiento de Sweerts lo hacía inadecuado para la misión, de la que fue expulsado antes de julio de 1662. Durante un tiempo continuó viajando por Asia, hasta llegar finalmente a la misión jesuita de Goa, donde murió en 1664.